# Templo de Monticello (Utah)
El Templo de Monticello, Utah, es uno de los templos construidos y operados por la Iglesia de Jesucristo de los Santos de los Últimos Días, el número 53 construido por la iglesia, el número 28 en los Estados Unidos y el número 11 construido en el estado de Utah. 
El templo era uno de tres templos anunciados por la iglesia con estructura mucho menor a los anteriores. Para su construcción, el templo era el de menor tamaño construido por la iglesia. Luego de la remodelación del templo de Monticello, el Templo de Colonia Juárez es el templo más pequeño.
El templo está ubicado en la falda oriental de la Sierra de Abajo a unas 60 millas (96,6 km) al sur de Moab, un concurrido lugar para escursionistas. El templo es usado por fieles que viven en la región de las Cuatro Esquinas.

## Historia
Monticello es una comunidad de pequeño tamaño situado en la esquina sureste del estado de Utah. Fue establecido en 1887 por pioneros mormones con cierto crecimiento en el siglo XX con la explotación local de uranio y vanadio. El Viejo Sendero Español entraba al territorio de Utah por Monticello antes de dirigirse a Moab previo a cruzar el río Colorado y su principal afluente el Río Green por medio de transbordador. 
La región resultó la más favorable en la región por razón de los numerosos ríos y quebradas que descienden de las montañas circunvecinas. Para llegar a la región los primeros colonos tuvieron que atravesar el Río Colorado por medio de un descenso por una profunda grieta de 1800 pies (548,6 m) a nivel de la Meseta Kaiparowits. Un total de 250 personas y 26 carrozas y vagones descendieron por la ruta hasta la región de Monticello. La primera estaca fue establecida en 1888 y una segunda estaca fue establecida en 1978 en la comunidad de Blanding, al sur de la Sierra de Abajo.

## Anuncio
La primera mención de la construcción de un templo en Monticello fue por Brigham Young Jr. miembro del Cuórum de los Doce Apóstoles en 1894 durante una conferencia de estaca en San Juan, Utah. 
Los planes para la construcción del templo en Monticello, al sudeste de Utah, fueron anunciados durante la conferencia general de la iglesia en octubre de 1997. Un año antes, la Primera Presidencia de la iglesia SUD había anunciado la construcción de tres templos de pequeño tamaño en ciertos lugares con población baja de fieles. El templo de Monticello fue el primero de tales templos, construido en un pueblo de unos 2 mil habitantes ubicado en la esquina sudeste del estado de Utah. Del diseño de estos primeros templos, Hinckley anunció se construirían 32 templos de manera acelearada alrededor del mundo con el objetivo de llegar a 100 templos para fines del año.
El templo se encuentra en un terreno que era vecino al de una de las capillas de la comunidad construida en 1993. El terreno de 1,33 acres (0,5 ha) fue donado a la iglesia por su propietario y ahora hace adyacencia contínua con la capilla.

## Construcción
La ceremonia de la palada inicial tuvo lugar el 17 de noviembre de 1997, menos de dos meses después del anuncio público, presidido por las Neil L. Andersen del Cuórum de los Doce Apóstoles y otras autoridades locales de la iglesia.
El exterior del templo tiene un acabado de mármol conocido como Crème de Noé. Se emplearon cerca de 13 mil lajas que fueron evaluadas con detalle para crear un efecto uniforme en el exterior del edificio. Construido en 8 meses y 9 días, es el templo SUD construido en el menor tiempo.

### Moroni

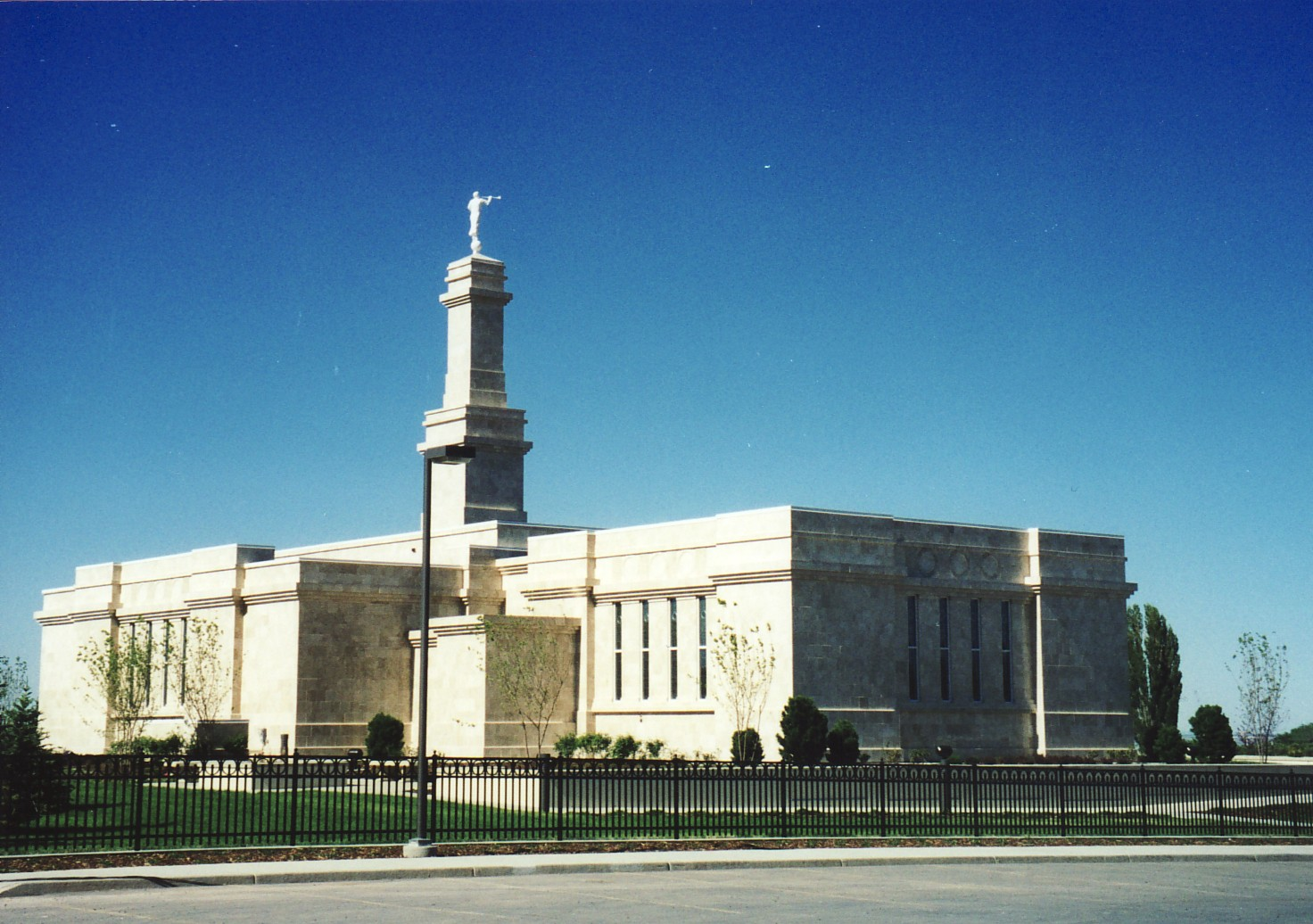
Templo de Monticello mostrando la estatua del profeta Moroni de color blanco.

El templo de Monticello originalmente sostenía una estatua del ángel Moroni de color blanco sobre su aguja. La estatua medía 6 pies (1,8 m) y esculpida por LaVar Wallgren, fue un diseño creado por la iglesia de fibra de vidrio para ser usado sobre los templos más pequeños diseñados por Hinckley. La estatua representaba al profeta del Libro de Mormón en lo que habría sido su juventud tocando una trompeta con la mano derecha y sosteniendo un pergamino en la izquierda.
La estatua de color blanco parecía desaparecer de la vista en días nublados por lo que las autoridades generales de la iglesia cambiaron su color. El 25 de mayo de 1999, el ángel Moroni de color blanco fue reemplazado por una estatua de mayor altura y bañado de color dorado. El ángel blanco original fue transportado al Museo de Historia de la Iglesia para su almacenamiento.

### Reconstrucción
El templo fue ampliado en ambos lados sureste y suroeste, agregando espacio en el baptisterio. También se construyó una extensión en el extremo norte, en completa armonía con el exterior original de mármol blanco. El salón celestial se trasladó a dicha adición norte, dejando espacio para un segundo salón de investiduras. Se agregó también un segundo altar para sellamientos matrimoniales. El espacio adicional también incluye la ampliación de los vestidores para los patronos del templo y la lavandería que no existía en el diseño original, la adición de una sala de espera y una sala de espera para novias, así como la reubicación y mejora de las oficinas del templo.

## Dedicación
El templo SUD de Monticello fue dedicado para sus actividades eclesiásticas en once sesiones, el 26 de julio de 1998, por Gordon B. Hinckley, el entonces presidente de la iglesia SUD. Duró 8 meses y 9 días entre la ceremonia de la primera palada y su dedicación, el templo de menor duración en su construcción. Con anterioridad a su dedicación, la iglesia permitió un recorrido público del interior y las instalaciones del templo por dos semanas, desde el 15 al 18 de julio del mismo año, al que asistieron 20.000 visitantes. Unos 8.000 miembros de la iglesia e invitados asistieron a la ceremonia de dedicación, que incluye una oración dedicatoria.
La mañana de la dedicación, los obreros del templo encontraron al templo rodeado de polillas en las paredes del edificio. Intentaron sin éxito echar afuera los insectos con sopladores eléctricos. Súbitamente arribaron estorninos provenientes de nidos en los alrededores de la capilla adyacente que consumieron las polillas. El evento es considerado milagroso en el folclore mormón, similar al milagro de las gaviotas de 1848.
El templo de Monticello fue construido inicialmente con un total de 3.602 metros cuadrados de construcción, la mitad del tamaño de la capilla adyacente, en un terreno de 0,6 hectáreas y contaba con un salón para las ordenanzas SUD con capacidad para 50 personas y un salón de sellamientos matrimoniales. La asistencia al templo ocurre por cita previa.
El tamaño de los primeros templos resultó inadecuado para las comunidades de Monticello y de Anchorage, por lo que se agregaron 4000 pies cuadrados (37 161,2 dm²) a cada templo . El 17 de noviembre de 2002 Hinckley rededicó el templo de Monticello tras 7 meses de renovaciones. El templo fue expandido añadiéndose un segundo salón de investiduras y uno adicional para los matrimonios religiosos.

### Distrito
El templo SUD de Monticello sirve a unos 13 mil miembros de la iglesia SUD repartidos en 7 estacas del sudeste de Utah y el Oeste de Colorado: dos en Monticello, Blanding (Utah), Durango (Colorado), Moab (Utah). En 2021 la iglesia anunció la construcción del templo de Grand Junction que cubre dos estacas en la ciudad de Grand Junction (Colorado) que asistían al templo de Monticello desde su dedicación.

## Reapertura COVID-19
En abril de 2022, luego de permanecer cerrado o bajo restircciones durante la pandemia de COVID-19, la iglesia anunció la apertura completa del templo de Anchorage y otros 37 templos incluidos cinco en Europa, siete en Brasil y 25 en los Estados Unidos. En esta fase final de apertura se eliminan las restricciones de capacidad y se eliminan los requisitos de máscaras faciales donde las regulaciones del gobierno local lo permitan. La iglesia permaneció requiriendo citas previas para todas las ceremonias eclesiásticas del templo. El resto de los templos de la iglesia en funcionamiento permanecen en la fase 3, con la excepción del templo de Suva en Fiyi, que persiste en la Fase 1, y el templo de Kiev en Ucrania, que permanece cerrado desde la invasión rusa de Ucrania de 2022.